# قره‌تاو، قره‌قالپاقستان
قره‌تاو (به ازبکی: Karatau) یک منطقهٔ مسکونی در ازبکستان است که در قره‌قالپاقستان واقع شده‌است. قره‌تاو ۲٬۰۹۴ نفر جمعیت دارد.